# Феофан Митиленский
Феофа́н Митиле́нский — политик и учёный Римской империи I века до н. э., грек по происхождению и образованию, уроженец Митилены на острове Лесбос.
Благодаря уму и личным качествам стал одним из приближённых императора Помпея, в том числе сопровождал его в кавказском походе, после которого составил подробный отчёт. По преданию, Помпей даровал некие льготы Митилене в благодарность за славного уроженца.
В современной историографии Феофан Митиленский известен прежде всего как автор отчёта о кавказском походе Помпея. Само произведение и даже его название не сохранились, но его часто цитирует с указанием автора Страбон в своей «Географии». Это делает Феофана Митиленского ценным источником о древней истории Закавказья.